# Brejinho (Pernambuco)
Brejinho  este un oraș din Pernambuco (PE), Brazilia.